# Anna Posch
Anna Posch (* 1992 in Neunkirchen, Niederösterreich) ist eine österreichische Schauspielerin.

## Leben
Anna Posch wuchs in Grafenbach auf und maturierte am Bundesoberstufenrealgymnasium Ternitz. Anschließend machte sie eine zwei Jahre dauernde Ausbildung an der Schauspielschule Elfriede Ott, danach begann sie ein Ergotherapie-Studium an der Fachhochschule Wiener Neustadt, das sie 2016 mit einem Bachelor beendete.
Für ihre Hauptrolle im Film Chucks wurde sie im Rahmen der Romyverleihung 2016 als beste Nachwuchsschauspielerin ausgezeichnet und war für den Österreichischen Filmpreis 2016 als beste weibliche Darstellerin nominiert. Die Verfilmung des Romans von Cornelia Travnicek wurde beim Filmfestival Montreal mit dem Publikumspreis ausgezeichnet.
2016 stand sie für den ORF/ZDF-Fernseh-Zweiteiler Das Sacher von Robert Dornhelm vor der Kamera, 2017 und 2019 verkörperte sie in Dornhelms Miniserie Maria Theresia deren Schwester Maria Anna.
Im April 2018 feierte sie am Wiener Bronski & Grünberg-Theater als Lady Milford in Kabale und Liebe Premiere.

## Filmografie (Auswahl)
- 2012: Diamantenfieber oder Kauf dir einen bunten Luftballon – Regie: Peter Kern
- 2014: Die Detektive – Regie: Michael Riebl
- 2015: Chucks – Regie: Sabine Hiebler und Gerhard Ertl
- 2016: Das Sacher – Regie: Robert Dornhelm
- 2017: SOKO Donau – Dirnbergers Dinner
- 2017: Schnell ermittelt – Wolf Brennersdorfer
- 2017–2019: Maria Theresia – Regie: Robert Dornhelm
- 2018: Erik & Erika – Regie: Reinhold Bilgeri